# Castillo de Almaraz
El Castillo de Almaraz o Torre de los Almaraz es una fortaleza situada dentro del término municipal español de Almaraz, en la provincia de Cáceres, Extremadura. Construido en el siglo XIV.

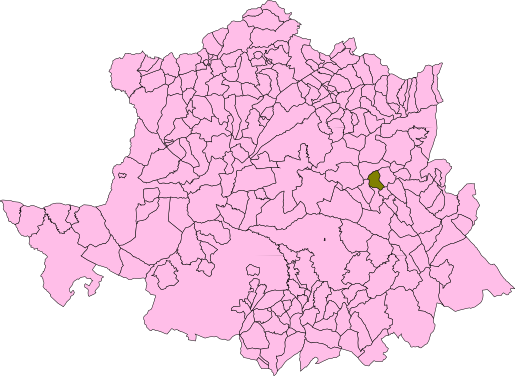
Localización de Almaraz en la provincia de Cáceres

## Historia
Sus orígenes se remontan a finales del siglo XIV, época en la que Blasco Gómez de Almaraz obtuvo el permiso para repoblar esta zona.

## El castillo
De la construcción inicial solo se conserva la torre del homenaje que está rodeada de un caserío. Mantiene su altura original si bien las almenas que coronaban la torre fueron sustituidas por un techo a cuatro aguas. Los materiales empleados son sillarejo, mampostería y sillares el los ángulos de la torre. Dispone de una puerta bastante estrecha y elevada sobre el nivel del solar cuyo dintel, de grandes dimensiones, se apoya en dos ménsulas, también de gran tamaño. Tiene pocos vanos y muy estrechos en el piso superior, tal y como era común en este tipo de construcción. En la parte alta de los lados de la torre, a escasa distancia del techo, todavía permanecen las ménsulas de unos matacanes, uno en cada cara
de la torre. El castillo es de propiedad privada y actualmente se utilizan como explotación agropecuaria.
Pese a que se encuentra bajo la protección de la Declaración genérica del Decreto de 22 de abril de 1949, y la Ley 16/1985 sobre el Patrimonio Histórico Español su estado es de semi-ruina.